# 帕纳罗河畔圣费利切
帕纳罗河畔圣费利切，是意大利摩德纳省的一个市镇。总面积51平方公里，人口10992人，人口密度215.5人/平方公里（2009年）。ISTAT代码为036037。